# نيمانيا لازيتش (لاعب كرة قدم)
نيمانيا لازيتش هو لاعب كرة قدم صربي في مركز الدفاع، ولد في 10 أبريل 1990 في أوزيتشى في صربيا. لعب مع بي أيه إس كيه بيوغراد.

## وصلات خارجية
- نيمانيا لازيتش (لاعب كرة قدم) على موقع قاعدة بيانات كرة القدم.إي يو (الإنجليزية)
- نيمانيا لازيتش (لاعب كرة قدم) على موقع Soccerway.com (الإنجليزية)